# J. Georg Bednorz
Johannes Georg Bednorz, född 16 maj 1950 i Neuenkirchen, Nordrhein-Westfalen, är en tysk fysiker vid IBM Zurich Research Laboratory. Han är mest känd för att ha varit en av forskarna bakom upptäckten av högtemperatursupraledare, för vilken han mottog Nobelpriset i fysik 1987 tillsammans med K. Alexander Müller. Motiveringen löd "för deras banbrytande upptäckt av supraledning i keramiska material".

## Biografi
Bednorz är son till grundskoleläraren Anton och pianoläraren Elisabeth Bednorz, som det yngsta av fyra barn. Hans föräldrar var båda från Schlesien i Centraleuropa, men tvingades röra sig västerut i turbulensen under andra världskriget.
Under hans barndom försökte hans föräldrar få honom intresserad av klassisk musik, men han var mer praktiskt lagd och föredrog att arbeta med motorcyklar och bilar, även om han som tonåring så småningom lärde sig att spela fiol och trumpet. På gymnasiet utvecklade han ett intresse för naturvetenskap med fokus på kemi, som han kunde lära sig på ett handgripligt sätt genom experiment.
År 1968 skrev Bednorz in sig vid universitetet i Münster för att studera kemi. Men han kände sig emellertid snart vilsen i den stora mängden studenter, och bestämde sig för att byta till det mycket mindre populära ämnet kristallografi, ett delområde av mineralogi i gränsområdet mellan kemi och fysik. År 1972 ordnade hans lärare Wolfgang Hoffmann och Horst Böhm så att han kunde tillbringa sommaren på IBM Zurich Research Laboratory som gäststudent. Erfarenheten här skulle forma hans fortsatta karriär, inte enbart genom att han träffade sin senare samarbetspartner K. Alex Müller, chefen för fysikavdelningen, utan också att han upplevde atmosfären av kreativitet och frihet som fanns på IBM-laboratoriet, som hade ett starkt inflytande på hans sätt att bedriva vetenskap.
Efter ett andra besök 1973 kom Bednorz till Zürich 1974 i sex månader för att göra den experimentella delen av sitt examensarbete. Här framställde han kristaller av SrTiO3, ett keramiskt material som tillhör familjen perovskiter. Müller, själv intresserad av perovskiter, uppmanade honom att fortsätta sin forskning, och efter att ha fått sin magisterexamen i Münster 1977 påbörjade Bednorz arbetet med en doktorsexamen vid ETH Zürich (Swiss Federal Institute of Technology) under ledning av Heini Gränicher och Alex Müller. År 1978 följde hans kommande hustru Mechthild Wennemer, som han hade träffat i Münster, honom till Zürich för att påbörja sitt eget doktorsarbete.
Efter att 1982 ha tagit sin doktorsexamen började han arbeta vid IBM-laboratoriet. Där deltog han i Müllers pågående forskning om supraledning. År 1983 inledde Bednorz och Müller en systematisk studie av keramikens elektriska egenskaper som uppstår i övergångsmetalloxider, och 1986 lyckades de uppnå supraledning i en lanthanumbariumkoppoxid (LaBaCuO, även känd som LBCO). Oxidens kritiska temperatur (Tc)var 35 K, hela 12 K högre än det tidigare rekordet. Denna upptäckt stimulerade en hel del ytterligare forskning inom högtemperatursupraledning på cupratmaterial med strukturer som liknar LBCO, vilket snart leder till upptäckten av föreningar som BSCCO (Tc 107 K) och YBCO (Tc 92 K).
År 1987 tilldelades Bednorz och Müller tillsammans Nobelpriset i fysik "för deras viktiga genombrott i upptäckten av supraledning i keramiska material". Samma år utsågs Bednorz till IBM Fellow.

## Utmärkelser och hederbetygelser
- Thirteenth Fritz London Memorial Award (1987)
- Dannie Heineman Prize of the Göttingen Academy (1987)[10]
- Robert Wichard Pohl Prize (1987)[10]
- Hewlett-Packard Europhysics Prize (1988)[10]
- Marcel Benoist Prize (1986)
- Nobel Prize for Physics (1987)
- James C. McGroddy Prize for New Materials (1988)
- Minnie Rosen Award (1988)[10]
- Viktor Mortiz Goldschmidt Prize[10]
- Otto Klung Prize (1987)
- National Academy of Sciences foreign associate (2018)